# 贝尔蒙特站
贝尔蒙特站（英語：Belmont station）位于美国加利福尼亚州贝尔蒙特，是加州列车（Caltrain）的车站之一。该站为旧金山、圣马刁县和圣克拉拉县的通勤者提供服务。